# Pendarus magnus
Pendarus magnus är en insektsart som beskrevs av Henry Fairfield Osborn och Ball 1897. Pendarus magnus ingår i släktet Pendarus och familjen dvärgstritar. Inga underarter finns listade i Catalogue of Life.